# 岸门口镇
岸门口镇，是中华人民共和国甘肃省陇南市康县下辖的一个乡镇级行政单位。

## 行政区划
岸门口镇下辖以下地区：
社区、刘坪村、下先沟村、青岗坝村、何家山村、街道村、贾家湾村、严家坝村、张家河村、庄科村、唐家院村、中节村、林口村、吊桥沟村、上先生沟村、许家河村、杨家河村、牟坝村、苏家河村、贾家坝村和万家河村。